# Claire Elisabeth Gravier de Vergennes, condesa de Rémusat
Claire Élisabeth Jeanne Gravier de Vergennes, condesa de Rémusat (5 de enero de 1780 -16 de diciembre de 1824) fue una escritora francesa. 

## Vida
Era la sobrina nieta de conde de Vergennes, ministro bajo Luis XVI, y la hija de Jean-Charles Gravier de Vergennes, director de los vigésimos, guillotinado el 24 de julio de 1794. 
Se casó a los dieciséis años con el conde de Rémusat, que se convirtió en el chambelán imperial de Napoleón I. Ella misma estuvo relacionada con la emperatriz Josefina como dame du palais en 1802. Es la madre del conde Charles de Rémusat, ministro del interior en 1836.
Talleyrand estuvo entre sus admiradores, y en general fue considerada como una mujer de gran capacidad intelectual y gracia personal. Tras su muerte, su Essai sur l'éducation des femmes, fue publicado y recibió aplauso académico, pero no se pudo hacer justicia a su talento literario hasta que su nieto, Paul de Rémusat, publicó sus Mémoires (3 vols., París, 1879-80), a las que siguió parte de la correspondencia con su hijo (2 vols., 1881).
Las memorias de Claire arrojaban luz no sólo sobre la corte napoleónica, sino también sobre la juventud y la educación de su hijo Charles de Rémusat. Desarrolló puntos de vistas políticos más liberales que aquellos de sus parientes.

## Obra
- Les Confidences d'une impératrice (1893)
- Essai sur l'éducation des femmes, publicado por su hijo Charles de Rémusat (1824) Texto en línea (en francés)
- Lettres de Madame de Rémusat, 1804-1814, publicado por su nieto Paul de Rémusat (2 vols., 1881)
- Mémoires de Madame de Rémusat, 1802-1808, publicadas por Paul de Rémusat (3 vols., 1881) Texto en línea 1 (en francés) 2 3